# Đường hầm gió

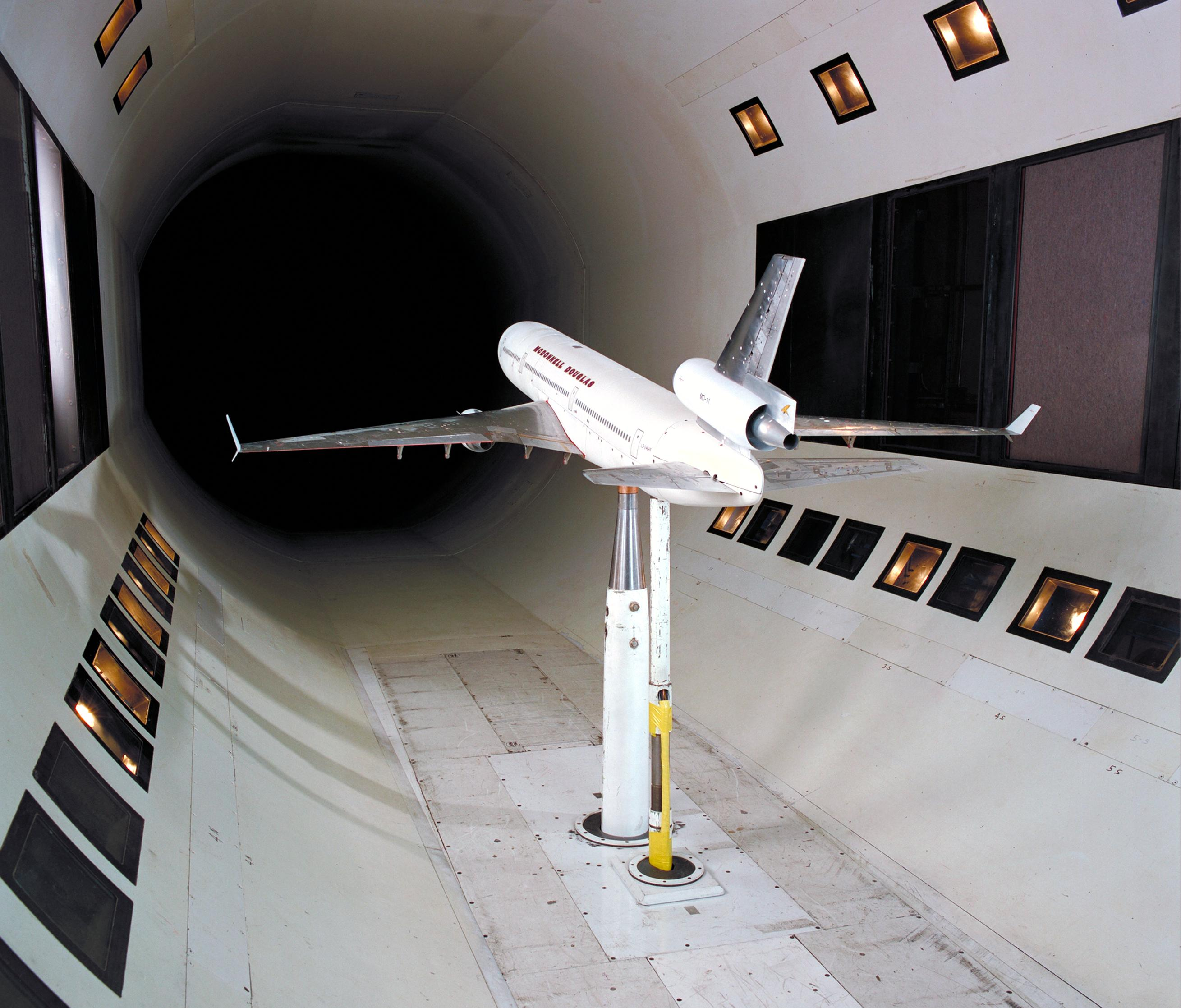
Mô hình tỉ lệ thu nhỏ của máy bay bên trong một đường hầm gió của NASA

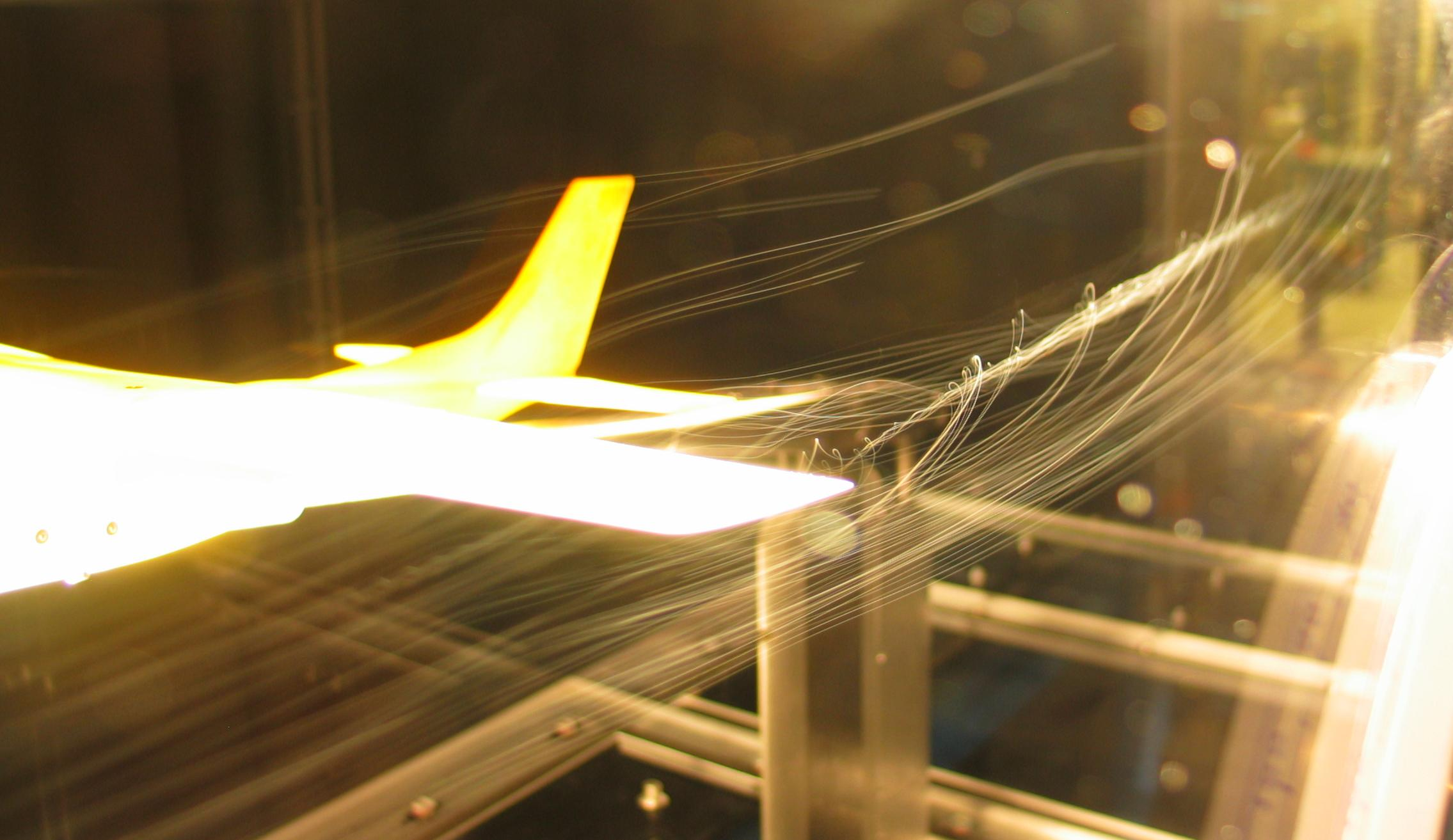
Mô hình chiếc Cessna với bong bóng Heli cho thấy đường dòng của các xoáy khí ở đầu cánh.

Đường hầm gió là các đường ống lớn có gió được thổi dọc theo đường ống. Đường hầm gió được sử dụng cho mục đích mô phỏng lại trạng thái của một vật thể bay trong không khí hoặc vật thể di chuyển trên mặt đất. Các nhà nghiên cứu thường sử dụng đường hầm gió để tìm hiểu thêm về cơ chế bay của máy bay. NASA sử dụng chúng để thử nghiệm các mô hình tỉ lệ thu nhỏ<!mô hình này bắt buộc phải có tỉ lệ nếu không sẽ vô nghĩa--> của máy bay và tàu vũ trụ. Một số đường hầm gió đủ lớn để có thể thử nghiệm các phương tiện với kích cỡ thật. Trong đường hầm gió, dòng khí di chuyển xung quanh vật thể làm cho vật thể giống như đang thực sự bay trong không khí.
Trong hầu hết các thí nghiệm, quạt có công suất lớn sẽ thổi khí di chuyển dọc theo đường hầm. Trong khi đó, vật thể thử nghiệm được giữ cố định bên trong đường hầm. Vật thể thử nghiệm có thể là một mô hình cỡ nhỏ của một phương tiện giao thông hoặc bất kỳ một bộ phận nào của phương tiện đó. Nó có thể là một mô hình cỡ thực của một chiếc máy bay hoặc tàu vũ trụ. Nó thậm chí có thể là một vật thông thường như quả bóng tennis. Dòng khí di chuyển quanh vật thể thử nghiệm cho thấy những gì sẽ xảy ra nếu vật thể này di chuyển trong không khí. Có thể nghiên sự lưu chuyển của dòng khí quanh vật thể bằng nhiều phương pháp như sử dụng khói hoặc khói màu; cũng có thể dùng các sợi chỉ màu gắn vào vật thể để giúp quan sát sự dịch chuyển của dòng khí xunh quanh. Các thiết bị đặc biệt thường được dùng để đo tải trọng gió tác động lên vật thể trong thử nghiệm.
Những đường hầm gió đầu tiên được phát minh ra vào cuối thế kỷ thứ 19, vào buổi sơ khai của ngành hàng không, khi nhiểu nhà phát minh đang cố tạo ra các cỗ máy bay nặng hơn không khí. Đường hầm gió được tạo ra với mục đích đảo ngược mẫu hình khoa học cũ: thay vì không khí đứng yên và vật thể di chuyển bên trong đường hầm, hiệu ứng cũng sẽ tương tự nếu vật thể đứng yên còn không khí di chuyển xung quanh nó. Bằng cách này, người quan sát chỉ cần đứng ở vị trí cố định cũng có thể quan sát được vật thể khi đang bay và đo được khí động lực tác động lên nó.
Sự phát triển của các đường hầm gió kéo theo sự phát triển của máy bay. Các đường hầm gió cỡ lớn được xây dựng trong Thế chiến thứ hai. Thử nghiệm đường hầm gió có tầm quan trọng chiến lược trong quá trình phát triển máy bay siêu thanh và tên lửa trong thời kỳ Chiến tranh Lạnh.
Sau đó, những nghiên cứu đường hầm gió gặp được điều kiện thuận lợi để phát huy tác dụng hữu hiệu của nó: tác động của gió lên những công trình hoặc vật thể nhân tạo cần được nghiên cứu khi công trình phát triển ngày càng cao với diện tích bề mặt đủ lớn để chịu lực tác động của gió. Điều này đòi hỏi kết cấu bên trong tòa nhà phải đủ kiên cố để chịu được những tải trọng gây ra bởi gió. Những tải trọng này cần được xác định trước khi áp dụng quy chuẩn xây dựng để xác định mức độ kiên cố cần thiết của công trình. Việc thử nghiệm mô hình trong đường hầm gió có thể áp dụng đối với những công trình lớn hoặc công trình có hình dạng bất bình thường để kiểm tra tính khả thi trước khi thi công.